# 切爾姆斯福德
切爾姆斯福德（英語：Chelmsford），英國英格兰埃塞克斯郡的郡治。它橫越倫敦東北部31英里（50），約於那裡和哥徹斯特中間。它幾乎是郡的正中央，從13世紀早期就已開始成為埃塞克斯郡的郡治，至2012年3月連同蘇格蘭的珀斯和威爾斯的聖阿薩夫獲英女皇伊利沙伯二世賦予城市地位，以誌慶女皇登基鑽禧紀念，並且是英國旅遊大城。

## 人口
- 157072（2011年）

## 交通
它的交通服務是由切爾姆斯福德鐵路局負責的。每天有約10,000人乘火車到倫敦，令切姆斯福德鐵路成為全英國最繁忙的鐵路。

## 姊妹城鎮
- — Annonay (法國)
- — Backnang (德國)
- — 无锡 (中國)

## 生於切爾姆斯福德的名人
- 納吉瑪（生於1962年），爵士樂歌手
- Liam Chilvers，足球運動員
- James Gibson (1980年生)，背泳選手。
- Grayson Perry（1960年生），藝術家

## 注腳
1. ↑  National Statistics - Census 2001
2. ↑  "Three towns win city status for Diamond Jubilee （页面存档备份，存于）", BBC News, 14 March 2012.

## 外部連結
- Chelmsford Borough Council （页面存档备份，存于）
- Diocese of Chelmsford （页面存档备份，存于）
- Ultralab in Chelmsford （页面存档备份，存于）
- 21st World Scout Jamboree
- Celebrate Chelmsford
- Chelmsford & District Scouts Centenary Events （页面存档备份，存于）